# Piabina argentea
Piabina argentea är en fiskart som beskrevs av Reinhardt, 1867. Piabina argentea ingår i släktet Piabina och familjen Characidae. Inga underarter finns listade i Catalogue of Life.